# Victorian Football Association 1878
Victorian Football Association 1878 var den anden sæson i australsk fodbold-ligaen Victorian Football Association, og ligaen havde deltagelse af otte hold.
Ved sæsonens afslutning publicerede ligaen en liste over sæsonens fire bedste hold:
1. Geelong Football Club
2. Melbourne Football Club
3. Carlton Football Club
4. Hotham Football Club